# Ulla Helenius-Reit
Ulla Helenius-Reit, född  22 maj 1942 i Örebro, är en svensk målare och tecknare. 
Separat har hon ställt ut på bland annat Gävle museum, Hälsinglands museum och i Wadköpingshallen i Örebro och medverkat i ett 50-tal samlingsutställningar. Bland hennes offentliga arbeten märks utsmyckningar för Östra skolan i Gävle, Bomhus sjukhem i Gävle, Barnbiblioteket i Gävle och Anderstorpsskolan i Skellefteå.